# Feienberg
Feienberg ist ein Weiler, der zur Stadt Lohmar im Rhein-Sieg-Kreis in Nordrhein-Westfalen gehört.

## Geographie
Feienberg liegt im Nordwesten des Stadtgebiets von Lohmar. Umliegende Ortschaften und Weiler sind Hoverhof im Norden, Kirchscheid und Scheiderhöhe im Nordosten, Hammerschbüchel im Osten, Scherferhof, Meigermühle und Wielpütz im Südosten, Meigerhof und Helmgesmühle im Süden, Bach und Haus Sülz im Westen sowie Kellershohn im Nordwesten.
Westlich von Feienberg fließt der Bervertsbach, ein orographisch linker Nebenfluss der Sülz. Östlich von Feienberg fließt ein namenloser ebenfalls linker Nebenfluss der Sülz. Die Sülz selbst fließt südlich von Feienberg entlang.

## Geschichte
1885 hatte Feienberg elf Wohnhäuser mit 26 Bewohnern.
Bis 1969 gehörte Feienberg zu der bis dahin eigenständigen Gemeinde Scheiderhöhe.

## Verkehr
Feienberg liegt westlich der L 84 und nordöstlich der L 288.